# Clearinghouse (Medizin)
Unter Clearinghouse oder Clearingverfahren versteht man aufgearbeitete Zusammenstellungen verschiedener (Internet-) Quellen, die für ein bestimmtes Fachgebiet oder für mehrere Gebiete als Suchhilfen zusammengestellt werden
Leitlinien-Clearingstellen unterhalten Verzeichnisse existierender, z. T. auf methodische Qualität und/oder inhaltliche Angemessenheit geprüfter medizinischer Leitlinien. 

## Leitlinienclearing des ÄZQ
In Deutschland existierte eine solche Clearingstelle beim Ärztlichen Zentrum für Qualität in der Medizin von 1999 bis 2005 als Teil des ÄZQ-Leitlinienprogramms.

## Leitliniensynopsen des IQWIG
Seitdem gehört die vergleichende Analyse von Leitlinien als Grundlage für Disease Management Programme in Form von Leitliniensynopsen zu den Aufgaben des Instituts für Qualität und Wirtschaftlichkeit im Gesundheitswesen.